# Blizzard of Ozz
Blizzard of Ozz je debutové sólové studiové album anglického heavy metalového zpěváka Ozzy Osbournea, vydané v roce 1980.

## Track listing
| Pořadí | Název                     | Autor                                | Délka |
| ------ | ------------------------- | ------------------------------------ | ----- |
| 1.     | I Don't Know              | Osbourne, Rhoads, Daisley            | 5:13  |
| 2.     | Crazy Train               | Osbourne, Rhoads, Daisley            | 4:51  |
| 3.     | Goodbye to Romance        | Osbourne, Rhoads, Daisley            | 5:33  |
| 4.     | Dee                       | Rhoads                               | 0:49  |
| 5.     | Suicide Solution          | Osbourne, Rhoads, Daisley            | 4:17  |
| 6.     | Mr. Crowley               | Osbourne, Rhoads, Daisley            | 5:02  |
| 7.     | No Bone Movies            | Osbourne, Rhoads, Daisley, Kersklake | 3:52  |
| 8.     | Revelation (Mother Earth) | Osbourne, Rhoads, Daisley            | 6:08  |
| 9.     | Steal Away (The Night)    | Osbourne, Rhoads, Daisley            | 3:28  |

## Sestava
- Ozzy Osbourne – zpěv
- Randy Rhoads – kytara
- Bob Daisley – baskytara, doprovodné vokály, gong
- Lee Kerslake – bicí, perkuse, tubular bells, tympány
- Don Airey – klávesy

znovuvydání z roku 2002
- Robert Trujillo – baskytara
- Mike Bordin – bicí, perkuse, tympány, gong
- Danny Saber – tubular bells
- Mark Lennon – doprovodné vokály
- John Shanks – doprovodné vokály ve skladbě "Steal Away (The Night)"